# Histoire des Juifs à Zamość
L'origine de la communauté juive de Zamość date de la fin du XVIe siècle et est unique en Pologne, car initialement composée de Juifs séfarades. Les Juifs ashkénazes sont arrivés un siècle plus tard et ont par leur nombre rapidement supplanté la communauté sépharade d'origine. Implantés principalement au centre de la Vieille ville et dans le quartier de la Nowa Osada (Nouvelle ville), les Juifs ont profité grandement du développement économique de la ville. Majoritaires dans le commerce et l'artisanat, ils représentent avec environ 12 500 personnes environ 43 % de la population totale de la ville au déclenchement de la Seconde Guerre mondiale. La communauté a été anéantie pendant la Shoah. Il ne reste plus de Juifs actuellement à Zamość. 
Zamość est une ville de la voïvodie de Lublin, en Pologne orientale, située à 85 km au sud-est de Lublin. Sa population s'élève actuellement à environ 65 000 habitants. Pendant la Seconde Guerre mondiale, la ville a été occupée par l'armée allemande, puis rétrocédée à l'Union soviétique après quelques jours et enfin réoccupée par les Allemands deux semaines plus tard, dans le cadre d'un réaménagement de la ligne de démarcation entre la partie de la Pologne occupée par l'Allemagne et celle annexée par l'Union soviétique en accord avec le Pacte germano-soviétique.

## Les débuts de la communauté
En 1588, six ans après la fondation de la ville, les Juifs obtiennent le droit de s'installer en ville. Jan Zamoyski, le fondateur de la ville, qui désire bénéficier du commerce de produits de luxe, invite des juifs séfarades d'Espagne, de Turquie et de Venise. Ils ont l'autorisation de s'installer dans la rue des Cordonniers et dans les rues avoisinantes et de faire du commerce et de l'artisanat, sauf dans la fourrure, la cordonnerie et la céramique qui demeurent des domaines réservés aux chrétiens. Ils se lancent donc dans le commerce de diamants, de tissus précieux, d'épices orientales, d'ustensiles ménagers, d'argenterie, d'orfèvrerie et de produits d'arts décoratifs. Ils peuvent être docteurs ou pharmaciens. Parmi les privilèges obtenus, ils peuvent établir une communauté juive séfarade, à laquelle les Juifs provenant d'une autre région ne pourront adhérer qu'après accord des fondateurs. À cette époque, la communauté de Juifs séfarades est unique dans toute la république des Deux Nations. Elle restera une institution autonome jusqu'au milieu du XVIIe siècle et ne sera pas soumise aux décisions du Va'ad Arba' Aratzot (Conseil des Quatre Pays) qui gère les autres communautés juives en Pologne.
Au début du XVIe siècle, des Juifs ashkénazes, des villages voisins viennent à Zamość faire du commerce les jours de marché et de foires. À la fin du siècle, malgré une interdiction, certains vont s'installer en ville. 

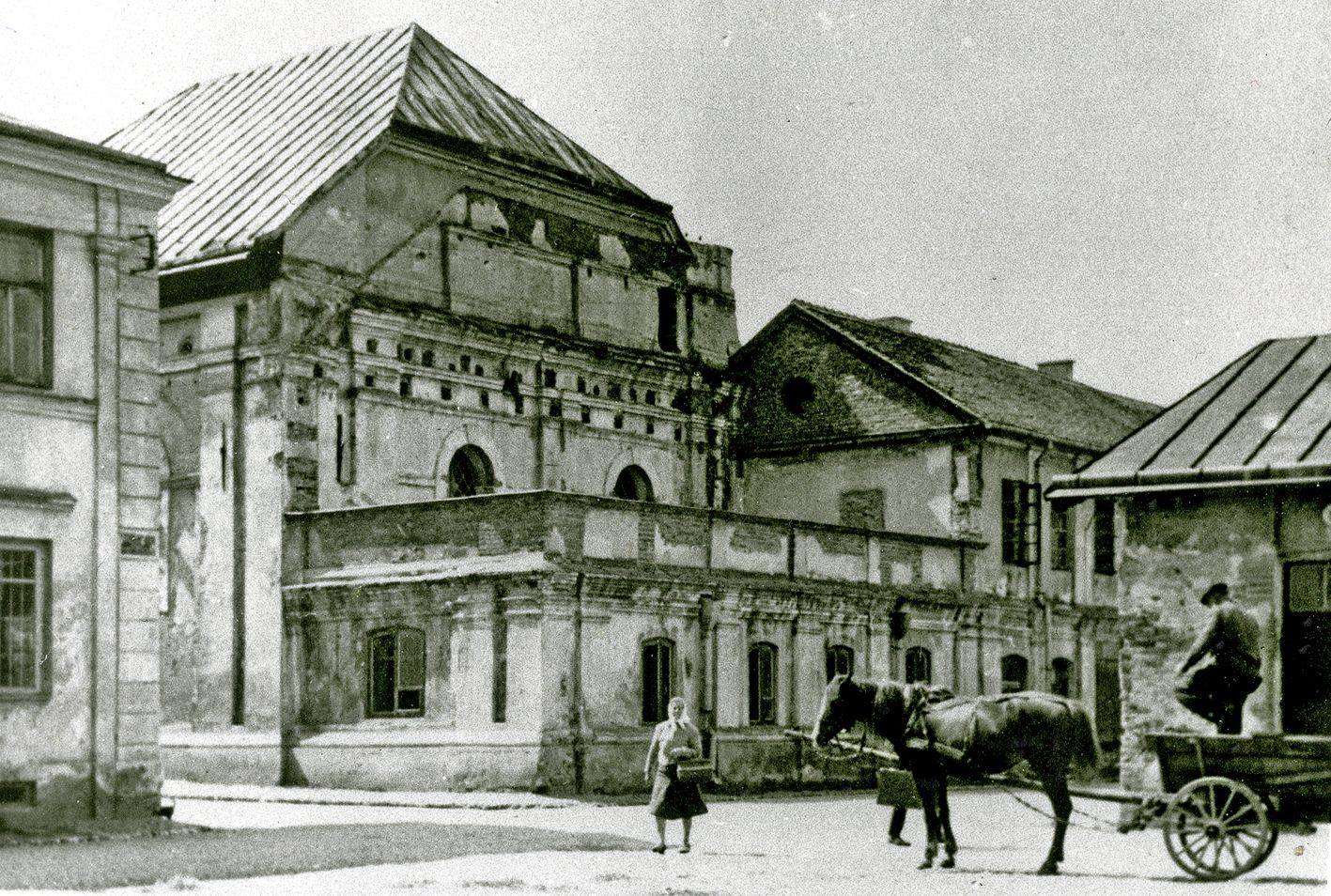
La synagogue construite en 1610/1618. Photo du début du XX, avant sa transformation en style forteresse.

À la fin du XVIe siècle, un quartier juif est créé dans la partie nord-est de Zamość, autour de la place Solny (Rynek Solny). En 1590, en accord avec les privilèges donnés aux Juifs, la première synagogue en bois est construite à l'intérieur du quartier juif. Elle est remplacée peu de temps après par une synagogue en pierre, construite au début du XVIIe siècle. Quelques années plus tard, elle est transformée, et une salle de prière pour les femmes est ajoutée. Au XVIIIe siècle, elle est reliée par un corridor au centre communautaire juif. Au début du XVIIe siècle il existe une rue des juifs (actuellement rue Zamenhof) à Zamość, où se trouve la synagogue, ainsi qu'une maison d'étude, le mikvé et un hôpital juif. En 1657, on compte 19 maisons dans cette rue. Le cimetière juif est situé en dehors des murs de la ville.
La seconde moitié du XVIIe siècle amène des changements démographiques, économiques et culturels significatifs dans la ville de Zamość. La ville forteresse de Zamość, est assiégée en 1648 par les Cosaques de Khmelnitski, qui n'arrivent pas à la capturer, puis en 1656 par l'armée suédoise, qui elle aussi échoue devant ses murs. Des groupes importants de réfugiés juifs en provenance de Volhynie et de Russie, territoires dévastés par les révoltes cosaques et par les guerres entre la Russie et l'Empire ottoman trouvent un abri sûr entre ses murs. Les Juifs ashkénazes prennent rapidement l'avantage sur les Juifs séfarades qui perdent peu à peu leur position économique. Même si les Juifs séfarades ont obtenu l'autorisation de former leur propre communauté juive indépendante, certains se sont mélangés avec les Juifs ashkénazes et d'autres ont quitté la ville. La situation contribue à la création d'une culture locale spécifique tirant ses sources des traditions ashkénazes et séfarades. 
Les Juifs vont emprunter des sommes importantes auprès des monastères de la région et des habitants de la ville, mais pendant de nombreuses années, ceux-ci ne pourront pas toucher les intérêts courus ni récupérer leur capital. Dans la seconde moitié du XVIIe siècle, avec l'accroissement de la population juive, de nouvelles restrictions leur sont imposées sur leurs droits au logement. Les Juifs de Zamość gagnent leur vie principalement dans le négoce de bétail, de bois et de grain ainsi que dans le petit commerce et l'artisanat. Ils sont tailleurs, serruriers, menuisiers, cordonniers, ferblantiers et fourreurs. Quelques-uns louent des lopins de terre, et en 1726, certains reçoivent l'autorisation de produire et de vendre des alcools du baron Michał Zdzisław Zamoyski. En 1788-1792, dans la période des quatre dernières années avant le deuxième partage de la Pologne, les autorités s'efforcent de pousser les Juifs vers l'agriculture, et 18 familles juives de Zamość s'installent dans les villages avoisinants pour du fermage.
La ville de Zamość compte ainsi à cette époque une des plus importantes communautés juives de Pologne et rapidement devient un centre important d'études religieuses. Au XVIIIe siècle, de nombreux rabbins célèbres travaillent ici, comme les rabbins Eliezer Lipman ben Menachem et Shlomo ben Moshe. À la fin du XVIIIe siècle, Zamość devient un des centres du mouvement de la Haskala, le mouvement des Lumières juif, en Pologne, avec entre autres Josef Zederbaum (1772-1832), Jacob Eichenbaum et Salomon Ettinger. Avec eux, les idéaux de la Haskala vont se propager de Zamość à toute la province de Lublin. Malgré cela, à la fin du XIXe siècle, le nombre d'adeptes du judaïsme hassidique croit de façon considérable. 

## DuXIXesièclejusqu'à laPremière Guerre mondiale
Dans la première moitié du XIXe siècle, plusieurs usines importantes sont implantées à Zamość, ainsi que douze plus petites détenues par des Juifs. En 1846-1847, les Juifs possèdent un établissement viticole, trois briqueteries, trois moulins à farine, une savonnerie, plusieurs scieries où les ouvriers employés sont tous juifs. 
Les Juifs de Zamość souffrent beaucoup sous l'occupation russe. Peu après le congrès de Vienne en 1815, beaucoup sont expulsés de leur maison près de la forteresse, afin d'être détruites et remplacées par des fortifications. Après la violente répression de l'insurrection polonaise en 1830, le gouverneur russe décrète l'expulsion des Juifs de la ville, comme punition pour ne pas avoir obéi à l'ordre de recensement de la population juive. Bien que cet édit n'ai pas été appliqué, l'installation de nouveaux Juifs en ville va être interdite pendant de nombreuses années. En 1831, une épidémie de choléra ravage la ville entrainant de nombreuses victimes juives. En 1870, de l'argent est volé dans un des camps militaires de la ville et huit Juifs sont accusés du vol, arrêtés et menacés de la peine de mort. Ce n'est qu'après d'énormes efforts de la communauté juive, de Juifs influents et de l'Alliance Israélite Universelle en France, que ces huit Juifs sont reconnus innocents et libérés. 

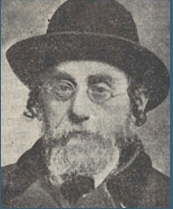
Mordechai Halevi Horowitz-Sternfeld, rabbin de la Nouvelle ville.

Au XIXe siècle et au début du XXe siècle, le poste de rabbin est occupé par R. Mosze Yehoshua Heszel Wahl, décédé en 1873, auteur de Bet Moshe ; Nachman Szlomo Halevi, auteur de Ateret Szlomo, qui partira à Jérusalem et y mourra ; R. Aryeh Yehuda Yakov Majzeles, qui exercera après à Piotrków Trybunalski ; R. Szlomo Zalman ; R. Josef Szlomo Szabtai Halevi Horowitz (1861-1943), rabbin de Zamość de 1889 à 1928, un descendant direct du Hozeh de Lublin et un des fondateurs de la yeshiva, Yagdil Hatorah. Le rabbin de la Nouvelle ville où résident un millier de famille est R. Mordechai Halevi Horowitz-Sternfeld, qui sera assassiné pendant la Shoah. 
Au début du XXe siècle, avec le développement des partis ouvriers polonais, les travailleurs juifs et les artisans fondent des branches du Bund en 1903 et du Poale Zion. Lors de la révolution russe de 1905, les ouvriers de Zamość, juifs et polonais, organisent des grèves et des manifestations pour demander de meilleures conditions de travail et la réduction du nombre d'heures de travail journalier. À la suite de la répression de la révolte, les partis ouvriers sont dissous et plusieurs de leurs membres déportés en Sibérie. 

## LaPremière Guerre mondiale
Au début de la guerre, Zamość change plusieurs fois de mains. En septembre, elle est occupée par les Autrichiens, puis quelques jours plus tard par les Russes. Le soldats cosaques accusent les Juifs de pactiser avec l'ennemi et le 22 septembre 1914, 11 Juifs et quelques Polonais sont exécutés. Les cosaques envisagent de tuer tous les Juifs de Zamość mais leur plan est déjoué par le général russe Poglov. En 1915, les Autrichiens reviennent et restent jusqu'à l'automne 1918. 
Pendant la guerre les branches des partis juifs reprennent leurs activités à Zamość : Le Bund établit le premier syndicat d'artisans juifs dans la ville. Un club appelé Maison des ouvriers est ouvert avec des groupes de musiciens et d'acteurs ; Une branche de Tzéïré-Tzion (jeunes sionistes) s'implante aussi, de même qu'en 1916 le mouvement Mizrahi des sionistes religieux. En 1917, une conférence régionale sioniste avec des représentants des villes avoisinantes a lieu. Les soldats juifs de l'armée autrichienne s'engagent aussi dans des activités sionistes. Mizrahi ouvre une école Yavneh, la première école en hébreu moderne de la ville, qui va exister jusqu'en 1923.

## La période de l'entre-deux-guerres
Dès l'établissement de la Pologne indépendant en novembre 1918 et la proclamation de la seconde république, quelques groupes d'ouvriers, inspirés par ce qui se passe en Russie, se soulèvent contre la nouvelle autorité locale. Des unités de l'armée polonaise sont envoyées à Zamość pour mater la rébellion. Au cours de leur action, les troupes attaquent les Juifs faisant trois morts, et pillent leur maison. En 1920, pendant la guerre entre la Pologne et la Russie soviétique, les Juifs de Zamość sont attaqués par les troupes ukrainiennes du général Stanisław Bułak-Bałachowicz, alors allié des Polonais. Le 29 aout 1920, ses soldats tuent cinq Juifs : David Kahan, 65 ans, décapité au sabre ; Abram Finkielszejn, 65 ans ; Dreaszer, 43 ans ; Chana Sztohel, 65 ans, tuée à l'épée et Abram Mendel Goldszmi, 60 ans, dont les mains ont été tranchées et qui mourra de ses blessures. On compte en plus 37 blessés graves, de nombreuses femmes et jeunes filles violées et la plupart des maisons juives pillées
Pendant la période de l'entre-deux-guerres, la communauté juive de Zamość est une des plus importantes du pays. 9 383 Juifs vivent à Zamość en 1921, représentant 49,3 % de la population totale de la ville. La population juive vit soit dans les limites de l'ancien quartier juif traditionnel autour de la place Solny soit dans le nouveau quartier Nowa Osada dans les faubourgs de la ville, créé au début du XIXe siècle et appelé aussi Nowe Miasto (Nouvelle ville). Dans les années 1920 et 1930, un petit nombre de Juifs vit aussi rue Krakowskie Przedmieście et dans d'autres parties de la ville.
Comme dans les autres villes et villages de la région, un grand nombre d'habitants juifs est marchand. En 1917, près de 97 % de toutes les sociétés commerciales appartiennent aux Juifs et en 1929, ce nombre est d'environ 80 %,,. Les sociétés commerciales juives, principalement de petites sociétés familiales, détiennent la majorité du commerce alimentaire, en 1920, près de 60 % des magasins alimentaires appartiennent à des Juifs, de l'industrie textile, de celle du cuir et dans une moindre mesure des industries de matériel agricole, du métal et du bois. En plus, entre les deux guerres, de très nombreuses entreprises artisanales appartiennent à des Juifs. En 1922, presque 60 % des maitres-artisans de Zamość sont juifs. Ce sont principalement des cordonniers, des bottiers, des tailleurs, des chapeliers, des boulangers, des coiffeurs, des menuisiers ainsi que des teinturiers, des vitriers, des fourreurs et des bijoutiers. 

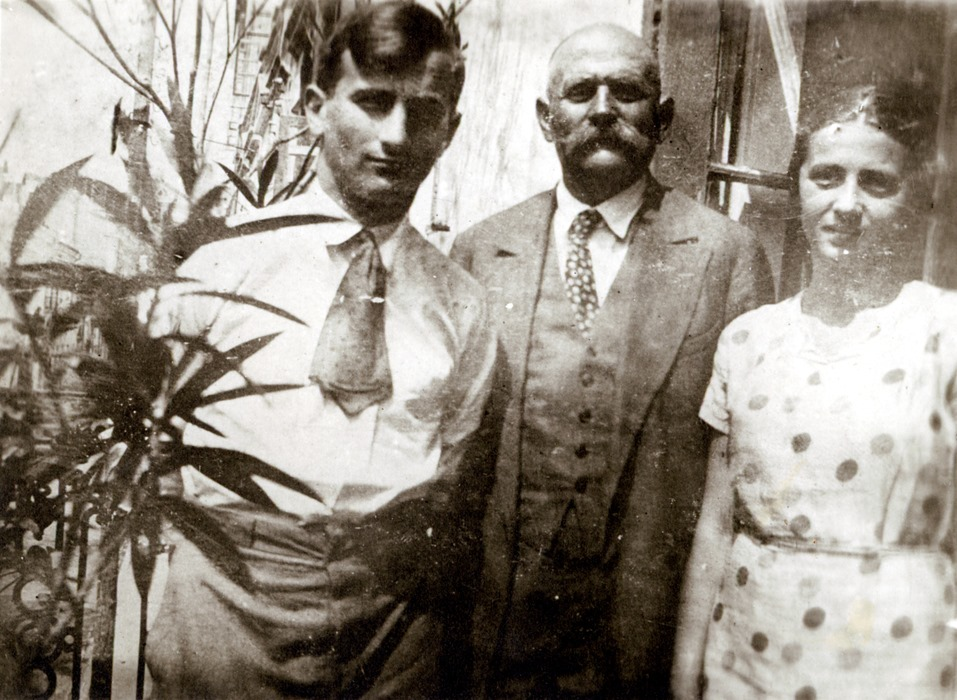
Salomon Epsztajn, un des hommes les plus riches de Zamość, copropriétaire d'une briqueterie et d'une cimenterie employant plus de 100 ouvriers.

Quelques habitants juifs travaillent dans l'industrie. En 1920, 11 des 20 sociétés industrielles importantes de la ville appartiennent à des Juifs. En 1929, les sociétés juives représentent 73,8 % de l'ensemble des sociétés, et 10 ans plus tard, à la veille du déclenchement de la guerre, les Juifs possèdent 12 des 22 sociétés essentielles de Zamość, c'est-à-dire des moulins à farine, des pressoirs d'huile, des brasseries, des briqueteries etc…
L'institution principale de la vie sociale, culturelle, cultuelle et politique juive est comme dans les autres villes le centre communautaire juif, fondé à Zamość dès 1588. Plusieurs douzaines d'institutions charitables et religieuses sont sous sa supervision, comme les deux synagogues avec le Beth Midrash (centre d'étude de la Torah) et trois mikvés (bains rituels). Pour les associations, on trouve : l'hospice pour les personnes âgées et handicapées, fondé en 1907; le Gniazdo Sieroce (Le nid des orphelins) fondé en 1926 ; la Towarzystwo Ochrony Zdrowia Ludności Żydowskiej (Société pour la protection de la santé de la population juive) fondée en 1926 ; deux divisions du Linas Hatzedek (société de prêt gratuit) ; le Gemilut Chesed (acte de bonté) et la Chevra Chadisha (Société du dernier devoir), chargées des funérailles.
Dans l'entre-deux-guerres, la communauté fait face à des défiances entre les mouvements prosionistes et les orthodoxes, reflétant des conflits internes parmi la population juive locale. La confrontation idéologique entre les progressistes et les orthodoxes du mouvement Agoudat concerne de nombreux aspects de la vie de la population juive.
Pendant cette période, des branches de la plupart des partis juifs polonais sont présentes à Zamość. On trouve: le parti Agoudat orthodoxe, présent à Zamość depuis 1920. Il est supporté par la communauté et par une majorité de l'ancienne génération ; Il y a différentes branches des partis sionistes, qui attirent principalement les jeunes ; enfin le Bund socialiste, fondé à Zamość en 1905. Certains Juifs prennent aussi part au mouvement communiste. En plus, il y a en ville un groupe relativement important mais pas formellement organisé de Juifs assimilés se déclarant attaché à la langue et à la culture polonaise.

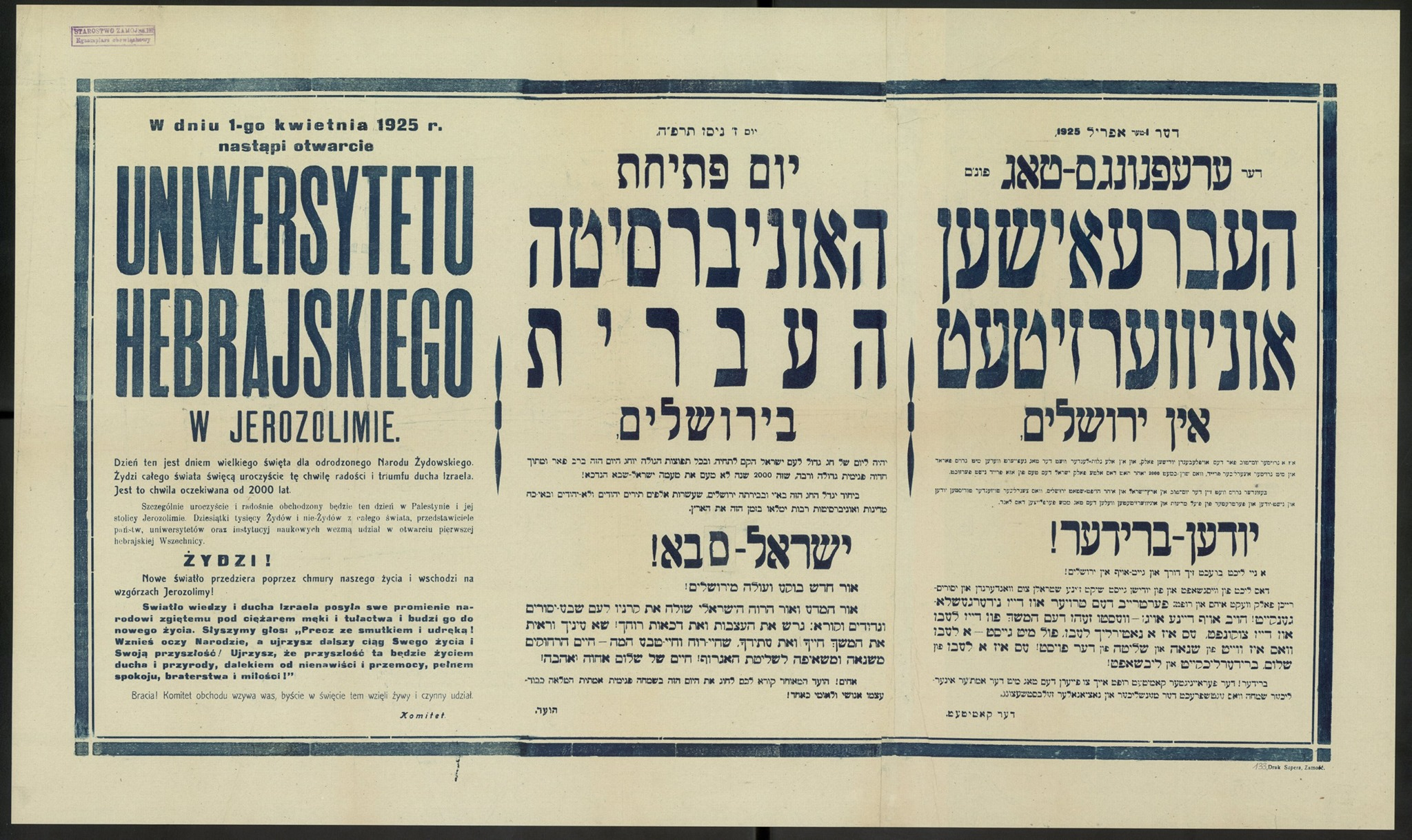
1925 : célébration de l'ouverture de l'université hébraïque de Jérusalem – Poster en polonais, hébreu et yiddish.

Le 22 juillet 1924, dans la synagogue de Zamość, à l'occasion du vingtième anniversaire de la mort de Theodor Herzl, un service commémoratif a lieu, suivi d'un défilé à onze heures auquel participent: l'Association juive de gymnastique et de sport Maccabi, le gymnase juif, l'école populaire hébraïque polonaise Kadimah et les sionistes de Zamość.
Dans l'entre-deux-guerres, la culture juive à Zamość est florissante. Son développement est principalement influencé par l'héritage du mouvement de la Haskala. De nombreux intellectuels juifs de renom viennent de Zamość, comme: Israel ben Moshe (Israel Zamosz), philosophe et commentateur de la Bible ; Aleksander Zederbaum, écrivain et journaliste, fondateur du premier journal en yiddish en Russie ; Salomon Ettinger, docteur et pionnier de la littérature yiddish sur le territoire polonais ; le poète Issachar ben Falkenson, né en 1852 et classiciste de la littérature yiddish ; l'immense écrivain et dramaturge Isaac Leib Peretz. De plus Rosa Luxemburg, théoricienne du mouvement ouvrier international et est aussi originaire de Zamość.
Au XIXe siècle, plusieurs écoles juives fonctionnent en ville, et sous l'influence du mouvement de la Haskala, représentent un très haut standard d'éducation. Il existe aussi en ville un réseau de kołokotnik, des établissements de formation pour le groupe le plus pauvre de la population. Il y a en plus des institutions séculaires sous l'influence du Bund, ainsi que les écoles Yavnéh du mouvement Mizrahi (sionisme religieux), et deux écoles religieuses ou Talmud Torah, ainsi que de nombreux heders (écoles élémentaires) et yechivot  et une école primaire supérieure humaniste. Presque toutes les organisations sociales, les bibliothèques publiques, les mouvements et partis politiques sont actifs dans le domaine culturel et éducatif, comme: Union des écoles juives; l'Association culturelle et éducative juive Kultur Lige (Ligue de la culture) ; l'Organisation culturelle sioniste Tarbut (Culture) ; le Mouvement des jeunes socialistes juifs Frajhait (Liberté) et la ligue juive d'éducation populaire. 

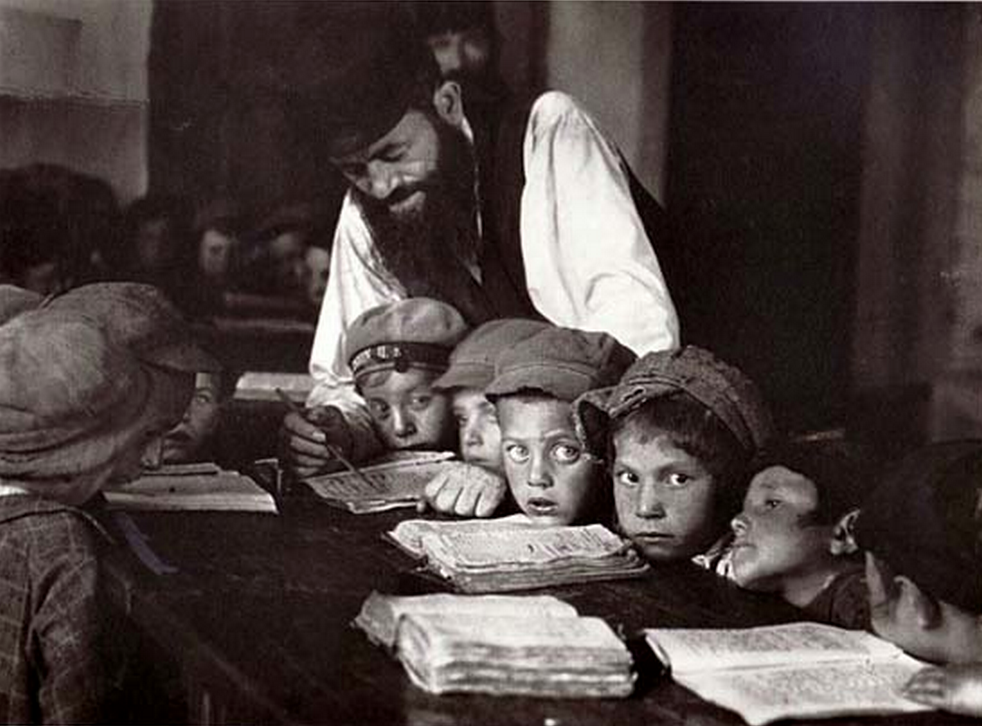
Heder École élémentaire religieuse.
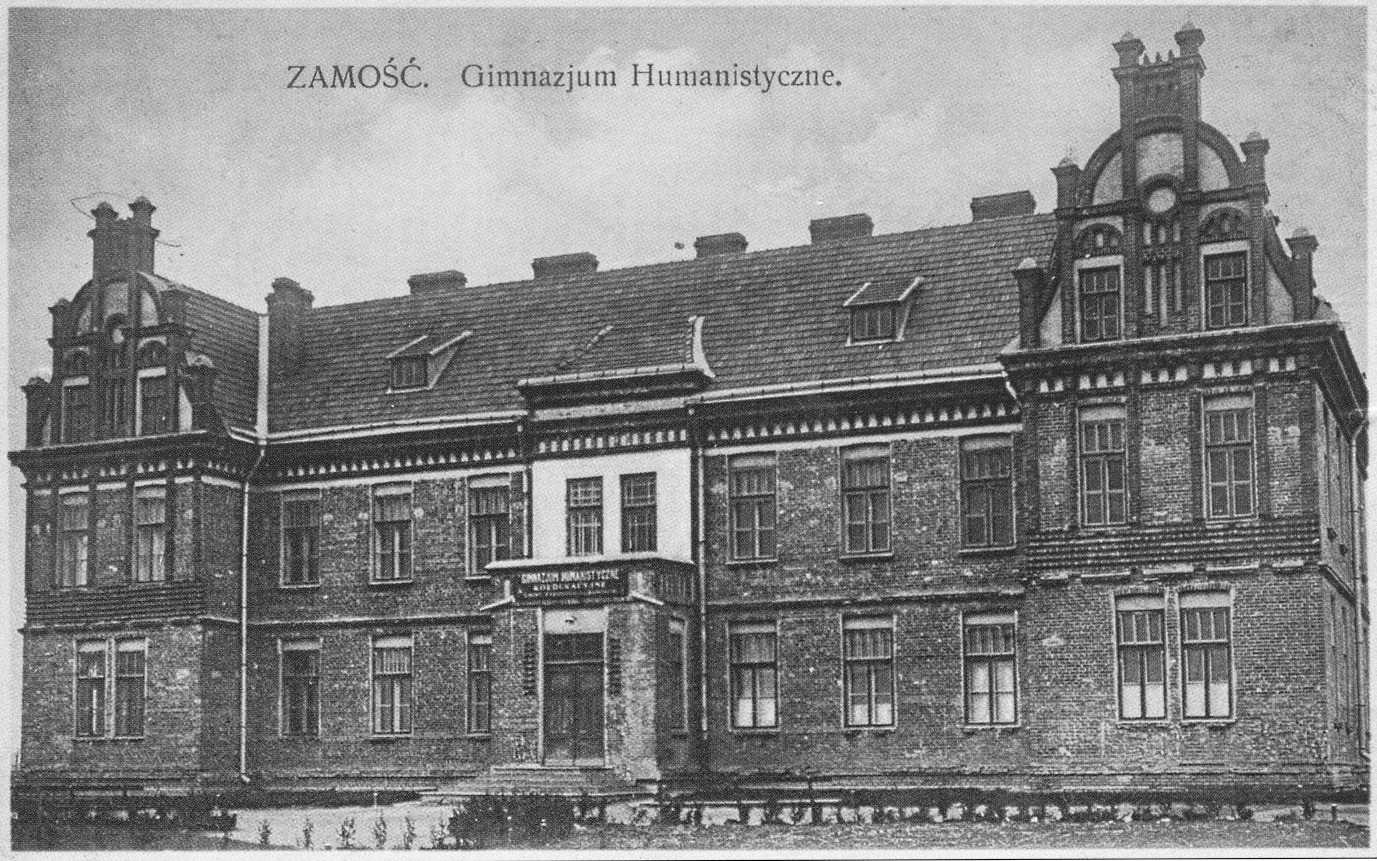
Le lycée juif humaniste.
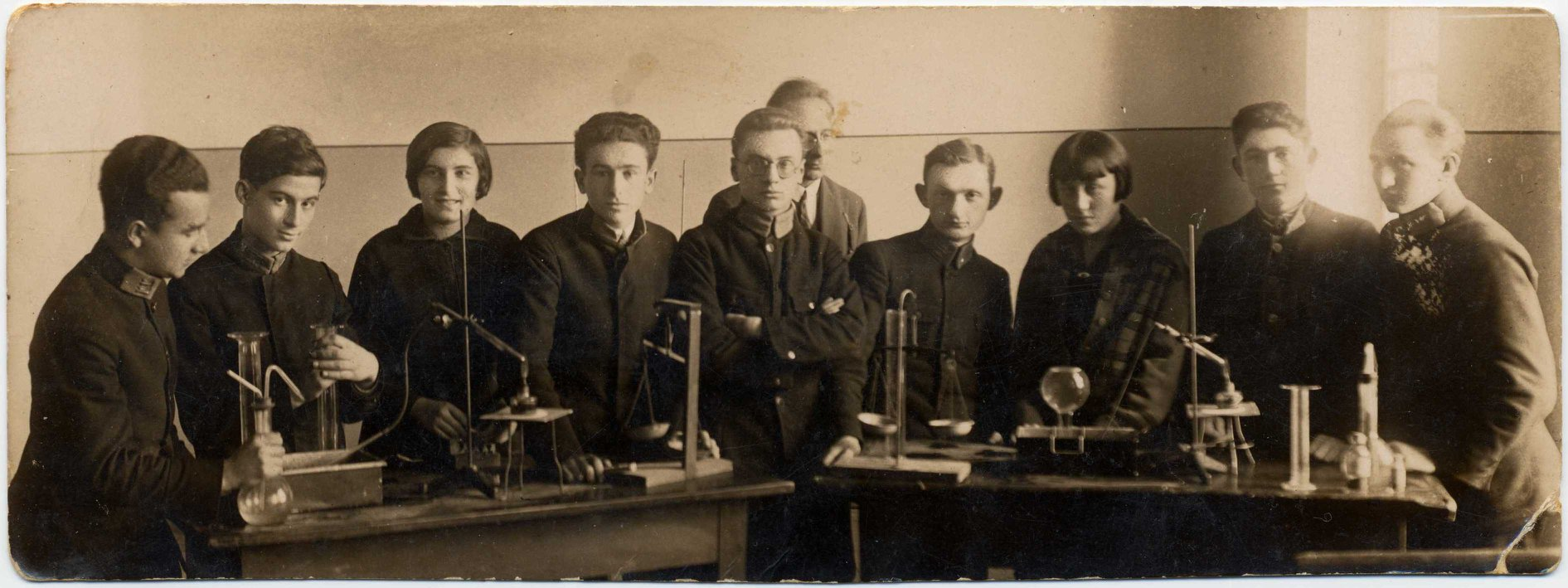
Élèves du lycée juif humaniste pendant un cours de chimie.

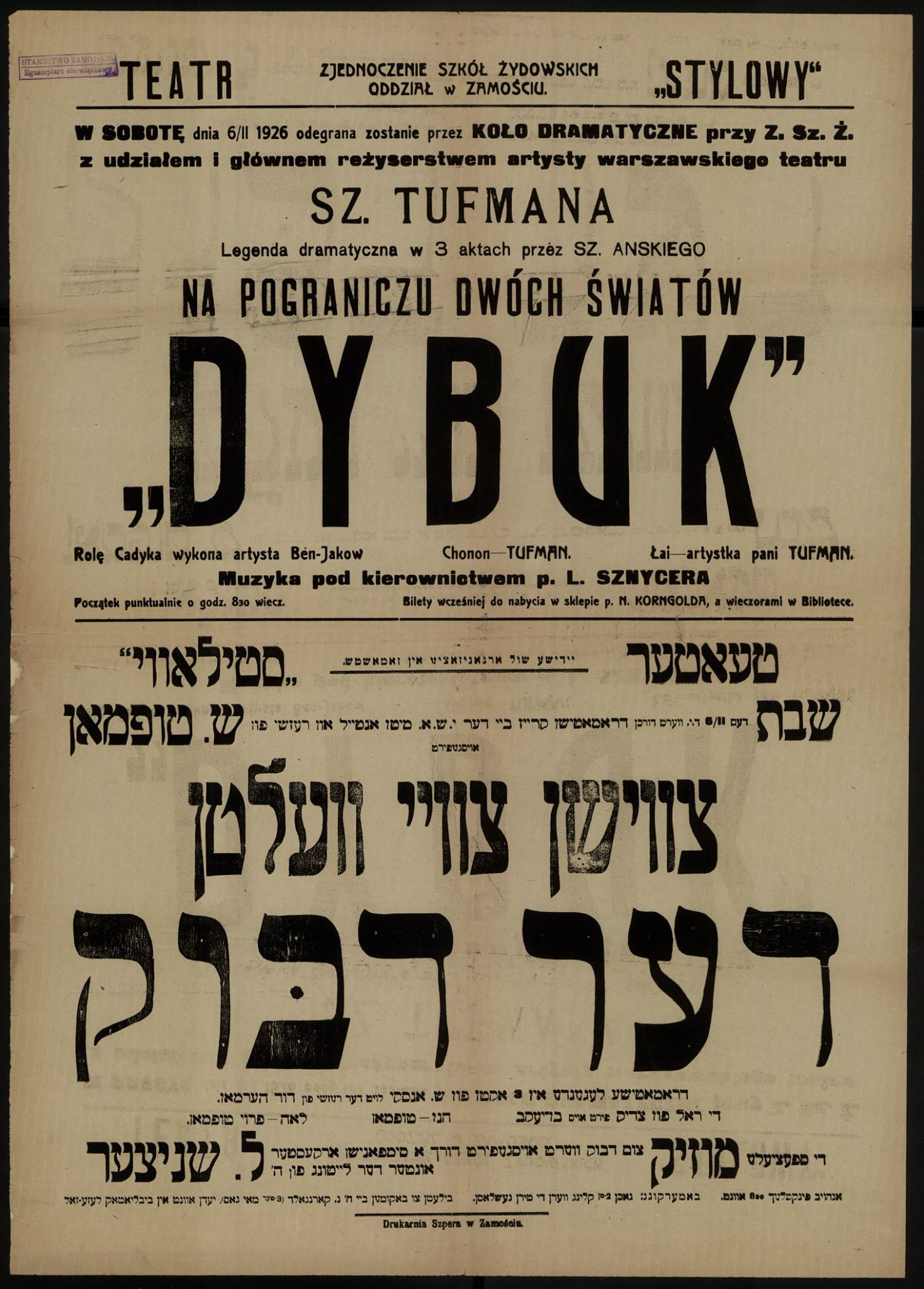
1926 : affiche pour la pièce de théâtre Le Dybuk.

Pendant l'entre-deux-guerres, on compte à Zamość quatre librairies juives, neuf bibliothèques publiques et trois grandes imprimeries. Plusieurs journaux périodiques juifs paraissent à Zamość: le bimensuel Zamoszczer Sztyme (La voix de Zamość) fondé en 1928; l'organe du parti populaire sioniste Poale Zion droitiste, publié de 1937 à 1939; le bimensuel Zamoszczer Wort (Le mot de Zamość), un journal orthodoxe publié à partir de 1930; et deux périodiques de caractère religieux Habajer (Le puits) et Undzer Gajst (Notre âme). Une troupe théâtrale amateure est fondée par Berysz Bekierman et joue à Zamość à partir de 1905. Entre les deux-guerres, d'autres troupes d'amateurs représentent les principales pièces classiques du répertoire yiddish, dont les pièces de Sholem Aleichem.

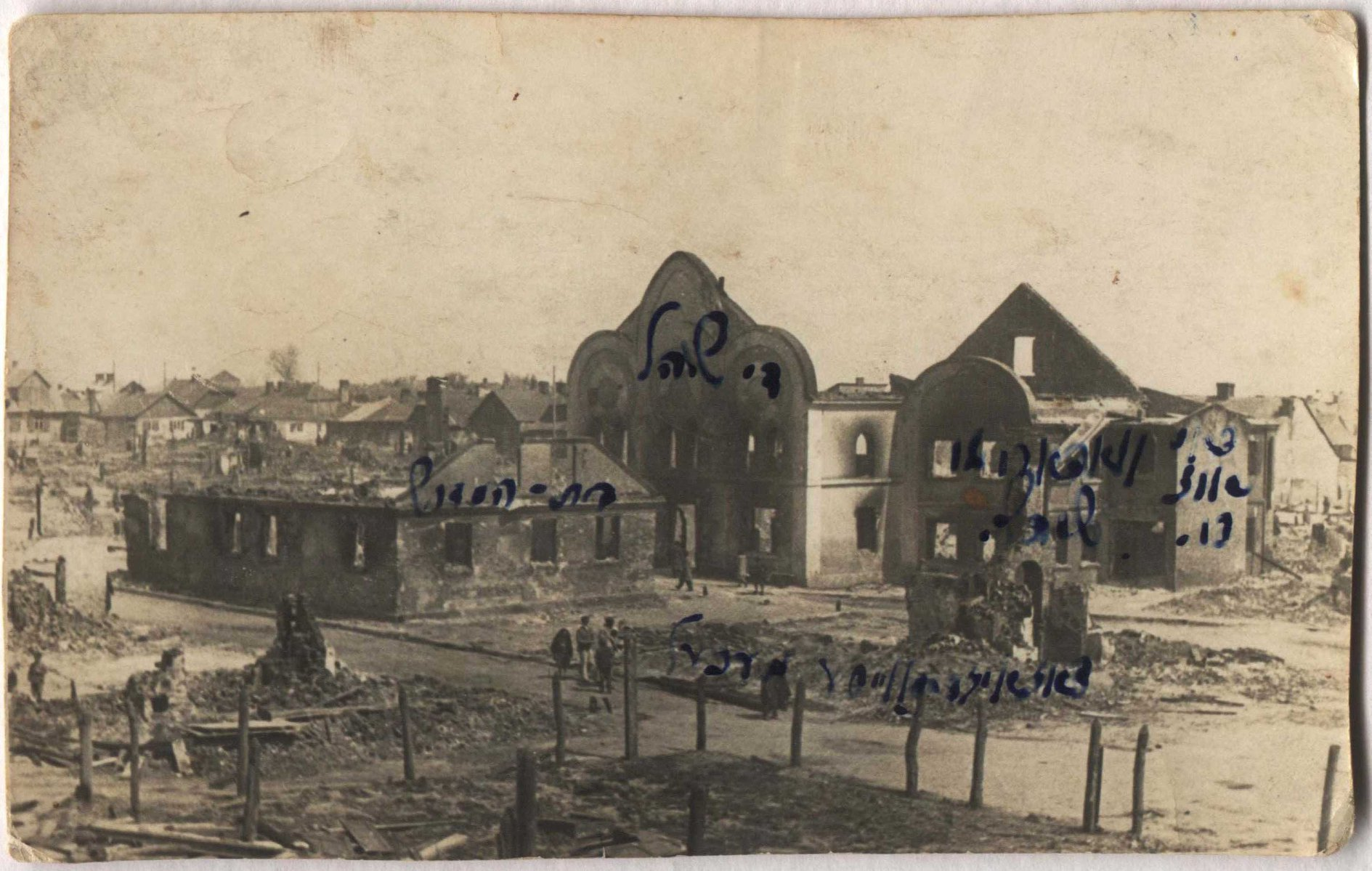
Le quartier de Nowa Osada après l'incendie du 5 mai 1936.

Toute l'activité culturelle s'arrête brusquement au déclenchement de la Seconde Guerre mondiale, mais Zamość restera reconnu pour ses riches traditions et comme le poète local Dawid Szyfman l'écrira: awira d’Zamość mechakim (L'air de Zamość donne de la sagesse).
Le mardi 5 mai 1936, vers 11 heures, un gigantesque incendie se déclare à Nowa Osada en banlieue de Zamość. 69 maisons sont détruites par le feu ainsi que la synagogue locale. 2 000 habitants, en très grande majorité juives, se retrouvent à la rue. La communauté tout entière se mobilise pour aider ceux qui n'ont plus de toit pour dormir.

## LaSeconde Guerre mondialeet laShoah

### Le début de l'occupation allemande
En 1939, 12 500 Juifs vivent à Zamość, représentant 43 % de la population totale de la ville,.
Dès le printemps 1939, il devient clair que la guerre n'est plus qu'une question de mois, voire de semaines, les Juifs de Zamość se joignent à la campagne pour financer les forces armées polonaises. La communauté juive de Zamość verse un total de 12 500 zlotys pour contribuer aux frais de la défense aérienne. Par exemple Eliasz Epsztaj, le propriétaire de la pharmacie, donne 1 500 złotys ; les meuniers Galis et Kahan de la rue Młyńska : 1 500 złotys ; Tobiasz Fuks, propriétaire d'un moulin rue Piłsudskiego 1 000 złotys ; le président de la communauté juive, le marchand Bencjon Lublinerica 1 000 złotys ; Szloma Dawid Fersztendik, propriétaire d'une cave rue Stas, 800 zlotys ; Herman Rubinson, le propriétaire de la pharmacie Nowomiejska à Nowa Osada fait un don de 1 000 złotys au Fonds de défense nationale ; l'avocate Szyja Brener remet une chaîne en or et Julian Goldsztajn, le neveu d'Isaac Leib Peretz un étui à cigarettes en argent et 50 zlotys.
Dès le deuxième jour de la guerre, le 2 septembre 1939, tous les hommes valides de moins de 60 ans sont réquisitionnés pour protéger la ville contre les Allemands. De nombreux Juifs s'engagent et sont utilisés pour creuser des tranchées et construire des abris. Le 4 septembre des Juifs de Kalisz et d'autres régions de l'ouest de la Pologne, ainsi que des districts de Kielce et de Częstochowa, arrivent à Zamość dans le but de rejoindre la zone d'occupation soviétique à l'Est de la Pologne. Le 9 septembre, la ville est bombardée par l'aviation allemande. La Nouvelle ville où logent une majorité de Juifs pauvres est très durement touchée. On compte de très nombreuses victimes dont environ 500 Juifs locaux ou réfugiés. Le 14 septembre, la ville tombe aux mains des Allemands qui immédiatement prennent 1 500 Polonais et Juifs en otage pour garantir leur sécurité en ville. Ces otages sont libérés quelques jours plus tard. Les Juifs qui avaient fui vers les villages alentour, reviennent mais trouvent très souvent leur maison et magasins pillés. Douze jours après leur arrivée, les Allemands quittent la ville en conformité avec le pacte germano-soviétique, et sont remplacés le 26 septembre par des soldats soviétiques. Une milice formée de communistes locaux, dont trois membres juifs, est installée en ville afin de maintenir l'ordre. Après un réajustement de la ligne de démarcation entre la zone d'occupation allemande et la zone d'occupation soviétique, les Russes se retirent entrainant avec eux 5 000 Juifs fuyant les Allemands et décidés à émigrer en Union soviétique. L'armée soviétique encourage cette émigration massive des Juifs de Zamość et des autres villes de la province de Lublin, comme Tomaszów Lubelski, Hrubieszów et Krasnobród. Pendant les sept jours précédant le retour de l'armée allemande, la région, sans gouvernement, est la proie à des gangs antisémites qui attaquent les Juifs les accusant d'avoir collaboré avec les Russes et d'être traitres à la Pologne. 
Le 7 octobre, l'armée allemande est de retour en ville. Au début décembre des officiers de la Gestapo arrivent en ville pour organiser l'administration civile. Ils convoquent à l'hôtel de ville huit responsables de la communauté juive et leur ordonnent de former un Judenrat. En plus de ces huit personnalités, quatre autres membres de la communauté sont appointés. Le Judenrat a pour but d'administrer la population juive et de servir d'intermédiaire entre les autorités nazies et la population juive. La première réunion du Judenrat se déroule dans les locaux de Linat Tsedek. Les suivantes se dérouleront au centre communautaire juif. Le Judenrat reçoit l'ordre de recenser les Juifs de Zamość, en les classant par sexe, âge et profession, puis de fournir aux Allemands chaque jour un contingent de 5 à 600 personnes valides pour du travail forcé. 
Le Judenrat a la charge aussi de récolter les contributions demandées par les Allemands. Le premier paiement de 10 000 zlotys est fait au gouverneur militaire, tandis que le second, d'un montant de 75 000 zlotys est remis à Weichenmeier, l'administrateur civil. En 1940, les Allemands réclament une troisième contribution d'un montant de 150 000 zlotys.
En janvier 1940, peu de mois après son établissement, le nombre de membres du Judenrat est doublé et peu de temps après son premier président Ben-Zion Lubliner est remplacé par l'avocat Mieczislaw (Memek) Gurfinkiel, qui restera en poste jusqu'à la liquidation de la communauté. Le responsable du Comité travail du Judenrat est Azriel Szafes, qui en raison de son poste, aura de l'influence et même développera des liens étroits avec Paul Wagner, le responsable allemand du travail forcé. 
Le recensement effectué en octobre 1939 par le Judenrat fait état de 4 984 personnes. À la mi-décembre, 500 Juifs expulsés de Włocławek et de Kolo arrivent à Zamość, et parmi eux 150 personnes âgées et enfants. Le Judenrat les héberge dans les logements laissés vides par les Juifs ayant fui en Union soviétique, ainsi que dans la synagogue et le Beth Midrash de la ville. Les personnes âgées et les enfants après avoir été confinés pendant une quinzaine de jours dans la synagogue sont alors transférés à Szczebrzeszyn, distant d'une vingtaine de km. Dix-neuf d'entre eux tentent de retourner à Zamość, mais sont arrêtés par les Allemands à Janowce à deux km de Zamość. Après avoir été maintenus plusieurs heures dénudés dans le froid de l'hiver et arrosés d'eau froide, ils sont à la fin abattus.
En décembre 1939, le Judenrat met sur pied un Comité d'aide aux réfugiés, affilié à l'Organisation juive d'auto-assistance de Cracovie. Le Comité ouvre une cantine qui fournit des repas chauds à un prix dérisoire, que les plus déshérités n'ont même pas à payer. Cette cantine fonctionnera jusqu'à la liquidation du ghetto à l'automne 1942. Le comité établit aussi une école avec deux enseignantes, Ernesta Kahn et Ewa Zymberg, qui tiendra jusqu'en avril 1942. Le budget de fonctionnement du Comité s'élève à 60 000 zlotys par mois. 5 000 zlotys proviennent du Joint à Varsovie et de l'organisation d'auto-assistance, mais la majeure partie dépend des ressources propres du Judenrat. En février 1940, le Joint envoie 16 000 zlotys et à Pessa'h, il rajoute de la nourriture et des matzot.
À la fin de 1939 et au début de 1940, apparaissent les premiers décrets antisémites : les Juifs doivent porter un brassard blanc avec une étoile de David jaune dessus. Ils ont dorénavant l'interdiction d'utiliser un véhicule et de sortir de la ville. 
En juin 1940, le Judenrat reçoit l'instruction de rassembler tous les hommes juifs âgés de 14 à 60 ans pour être enregistrés pour du travail forcé. L'enregistrement s'effectue dans le village voisin de Janowce. Un groupe de 500 personnes présentes est envoyé à Wysokie à 20 km de Zamość. D'autres groupes sont envoyés dans différents camps de travail forcé dans la région de Lublin. En juin 1940 aussi, plusieurs centaines de Juifs sont envoyés dans un nouveau camp établi à Bialobrzegi, où ils vont travailler dans l'agriculture, dans le drainage et dans le terrassement. Ils sont logés dans des cabanes et leur ration alimentaire se résume en une miche de pain, un litre de soupe et un demi-litre d'un soi-disant café. 150 autres travailleurs de Zamość et des environs sont employés à aménager des écuries et des sentiers équestres pour les SS, et 350 autres sont transportés à Kawalar où ils travaillent à réguler le lit de la rivière. Le Judenrat a l'interdiction formelle de leur envoyer de la nourriture. 
À l'été 1940, les gendarmes et les policiers allemands ainsi que la Gestapo encerclent Zamość et rassemblent tous les Juifs pour un contrôle de papiers. Tous ceux ayant un permis de travail sont envoyés à leur tâche, tandis que les autres reçoivent une marque sur le front. Parmi ceux-ci, certains sont envoyés par train à Belzec pour ériger des remparts de sable dans des conditions particulièrement difficiles. L'officier SS Dolf se montre particulièrement cruel. Il s'amuse à faire du cheval parmi les ouvriers et à leur tirer dessus uniquement par plaisir, en tuant quelques-uns. Après une visite du Judenrat à Belzec, un comité est constitué pour envoyer de la nourriture et des habits aux ouvriers. Certains peuvent même retourner à Zamość après le paiement d'une amende par leur famille. En novembre 1940, tous les autres travailleurs sont relâchés et retournent à Zamość.
En 1941, entre 1 500 et 2 000 Juifs de Zamość et de sa région sont envoyés dans un important camp de travail installé à Izbica, Pendant quelques jours, ils ne reçoivent ni eau ni nourriture, jusqu'à ce que le Judenrat ait l'autorisation de leur apporter de la nourriture. Un plus petit camp est ouvert près de Zamość par l'Administration de construction aéronautique allemande, où les travailleurs sont mieux traités et logés dans des baraquements un peu plus spacieux.  

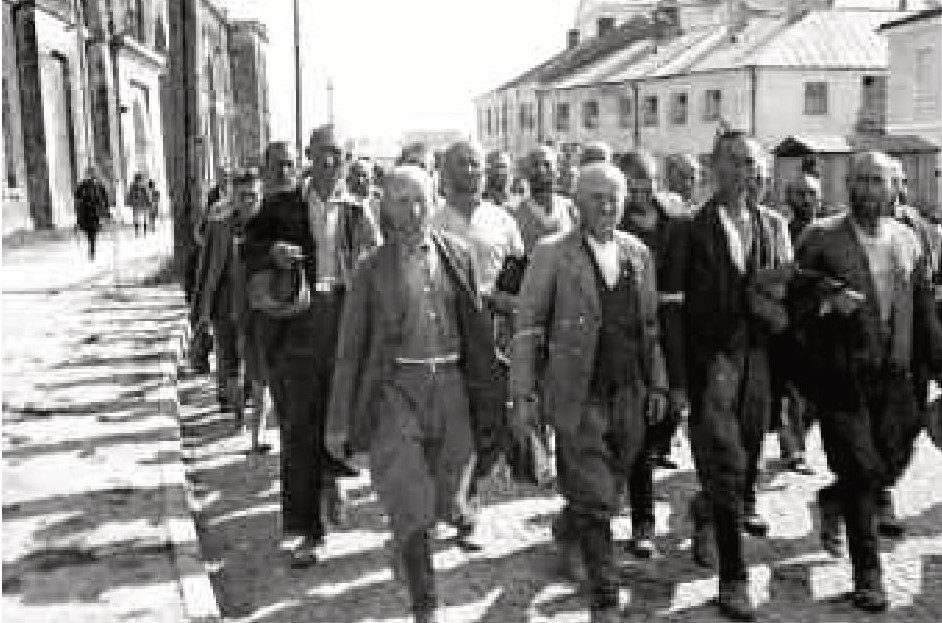
Printemps 1940 - Juifs se rendant au travail obligatoire.
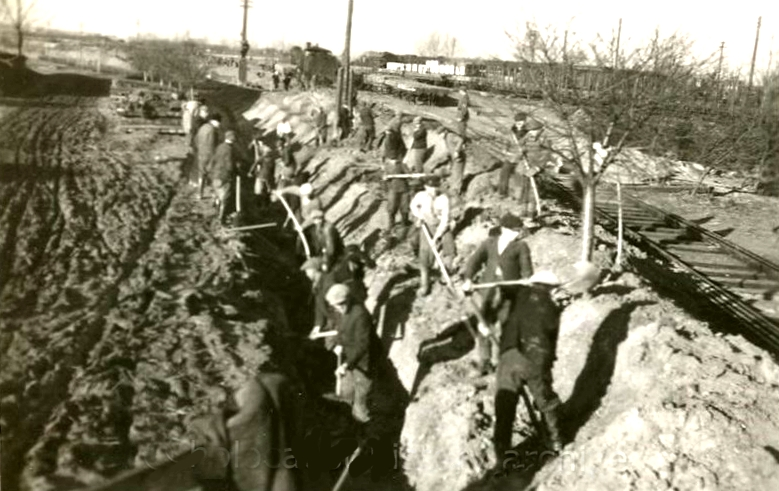
Travail forcé à la gare de Zamość.
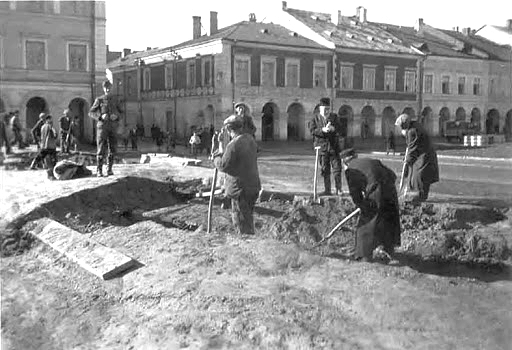
Travail forcé sur la place de Zamość.

### L'instauration du ghetto

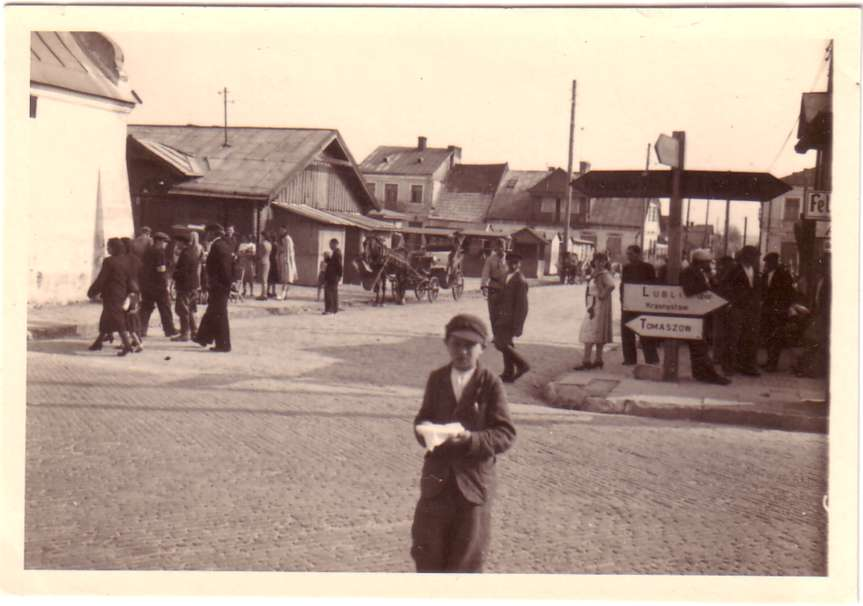
Le ghetto : intersection entre les rues Lwowska et Ogrodowa.

Jusqu'au printemps 1941, les Juifs qui restent à Zamość, soit environ 4 000 personnes, peuvent vivre presque normalement dans la ville, même si certaines familles sont expulsées des meilleures maisons et appartements que s'approprient les troupes d'occupation. Mais au début du mois d'avril 1941, une loi ordonne aux Juifs habitant la Vieille ville et le quartier Lubelskie Przedmieście de déménager sous un mois à Nowa Osada (Nouvelle ville). Ce déplacement forcé est organisé par le Judenrat. Le maire polonais de Zamość, Karol Foss, informe le Judenrat que tout Juif trouvé en dehors du quartier juif après le 1er mai sera expulsé vers Komarów. Le ghetto dans la Nouvelle ville a un caractère ouvert et pas de limites précise. Il n'est pas séparé du reste de la ville, sa frontière symbolique est juste définie par la voie de chemin de fer qui traverse les rues Lwowska, Obwodowa et Orlicz-Dreszera. Les Polonais qui vivaient dans le quartier sont transférés dans les maisons de la Vieille ville précédemment occupées par des Juifs. Seule une très faible minorité de Polonais refuse de quitter leur habitation. Les Polonais peuvent traverser les limites du ghetto sans aucune restriction, tandis que les Juifs ne sont autorisés à sortir du ghetto que sous certaines conditions, principalement pour chercher de la nourriture, et à certaines heures seulement. Les conditions de vie sont très difficile pour les Juifs qui vivent entassés dans des maisons en bois dont la majorité sont en ruine, sans eau courante ni de réseau d'égouts. Les conditions sanitaires sont telles qu'une épidémie de typhus se déclare au cours de l'hiver 1941-1942. Le Judenrat ouvre un hôpital de 60 lits et met à sa tête un médecin juif de Poltava, le docteur Frydhofer, qui est assisté par d'autres médecins, dont à partir du printemps 1942, par d'éminents spécialistes expulsés du Reich allemand. Certains vivent dans l'hôpital. La pharmacie de l'hôpital dessert tous les habitants du ghetto. Avec l'autorisation des autorités allemandes, un bureau de poste est ouvert à l'intérieur du ghetto, permettant de recevoir des lettres et des colis de Pologne et de l'étranger. Cependant ce bureau sera fermé en juin 1941, dès que l'Allemagne envahira l'Union soviétique.
Le nombre d'habitants du ghetto, selon un recensement effectué par le  Judenrat immédiatement après sa mise en place, est d'environ 7 000. Emprisonnés dans le ghetto de Zamość, on trouve non seulement des Juifs de la ville, mais aussi des Juifs de nombreuses autres villes, forcés de quitter la partie la plus à l'ouest de la Pologne et qui ont été transportés ici dès octobre 1939. Dès que les Allemands prennent la décision de créer une réserve dans la province de Lublin pour les Juifs européens, le ghetto de Zamość, reçoit de très nombreux convois de Juifs forcés de quitter la région de la Warta (Reichsgau Wartheland) ainsi que d'Allemagne et d'Autriche.  

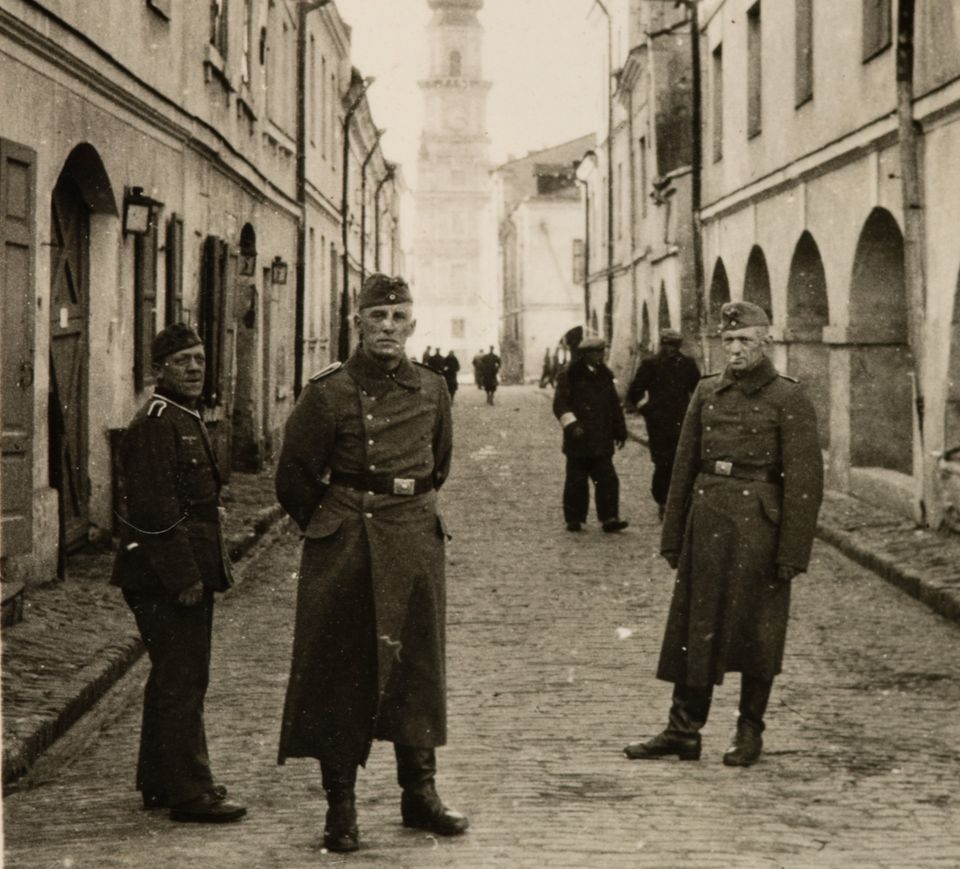
Le ghetto, la police juive.

Le Judenrat prend ses bureaux dans ce qui était auparavant la synagogue de la Nouvelle ville. Au début 1941, il forme une police juive composée initialement de 10 agents, la majorité d'entre eux étant de jeunes hommes ayant servi dans l'armée polonaise. Au printemps 1942, après l'arrivée de milliers de déportés du Protectorat de Bohême-Moravie, d'Allemagne et d'Autriche, leur nombre est doublé. En mai 1942, le chef de la police est Albin Lipman de Dortmund, qui a combattu dans l'armée allemande durant la Première Guerre mondiale. La police juive est chargée de maintenir l'ordre dans le ghetto.   
À la fin de 1941, le nombre de Juifs dans le ghetto se chiffre à environ 7 000 dont 2 500 personnes originaires d'une autre ville. En avril 1942, avant la première évacuation forcée, le nombre total de Juifs atteint 7 200-7 300,.

### Les déportation vers les camps de la mort
Fin mars et au début du mois d'avril 1942, des rumeurs font état de déportations de masse des ghettos de la région de Lublin vers le nouveau camp d'extermination de Belzec. Le président du Judenrat, Memek Gurfinkiel, apprend la nouvelle de membres du Judenrat de Lublin qui lui téléphonent et lui demandent de l'aider à accueillir des Juifs locaux envoyés par train à Zamość. Simultanément, les juifs de Zamość entendent parler des assassinats par les travailleurs polonais qui travaillent avec des Juifs.
Le démantèlement du ghetto débute au printemps 1942. La première déportation de masse a lieu le 11 avril, à la veille de la fête de Pessa'h. Vers midi, le ghetto est encerclé par un grand nombre de troupes de gendarmes et de SS. Le responsable de l'opération est le chef de la Gestapo de Zamość, Bruno Meyers, aidé par l'officier SS, Gotthard Schubert. Le Judenrat reçoit l'ordre de rassembler tous les habitants du ghetto sur la place du marché. À 17 h, les Allemands fouillent le ghetto et toutes les personnes trouvées, cachées ou incapables de se déplacer sont abattues sur place ou dans la rue. Les quelque 3 000 Juifs rassemblés place du marché sont conduits vers 21 h en procession hors de la ville jusqu'à la gare où les attendent 30 wagons à bestiaux pour les emmener au camp d'extermination de Belzec. Sur la place du marché se trouvent les corps de 89 Juifs morts pendant la longue attente. 150 autres, ayant des difficultés à marcher sont abattus sur le chemin de la gare. Les corps sont rassemblés et enterrés au cimetière juif par les travailleurs de la section enterrement du Judenrat. Cette opération est désignée par les Allemands comme une Austauschaktion (Action d'échange), consistant à envoyer à l'Est les Juifs locaux pour laisser la place à des Juifs originaires d'Europe de l'Ouest, principalement d'Autriche, d'Allemagne et de l'actuelle République tchèque. Le ghetto de Zamość, situé sur la route menant à Bełżec, devient un ghetto de transit.
Après cette première déportation, il reste encore environ 2 000 Juifs dans le ghetto, dont les membres du Judenrat et leurs employés ainsi que les personnes qui étaient au travail pendant la rafle. Le 20 avril, ils sont rejoints par 2 100 Juifs de Tchécoslovaquie, initialement logés à Izbica, mais qui sont transférés à Zamość dès que des logements ont été libérés par les déportés. Immédiatement après, arrive un groupe de Juifs originaires de Dortmund et de Westphalie, principalement des membres de professions libérales et qui a d'énormes difficultés à s'adapter aux conditions épouvantables de vie dans le ghetto. Certains, médecins, commencent à travailler à l'hôpital juif.  

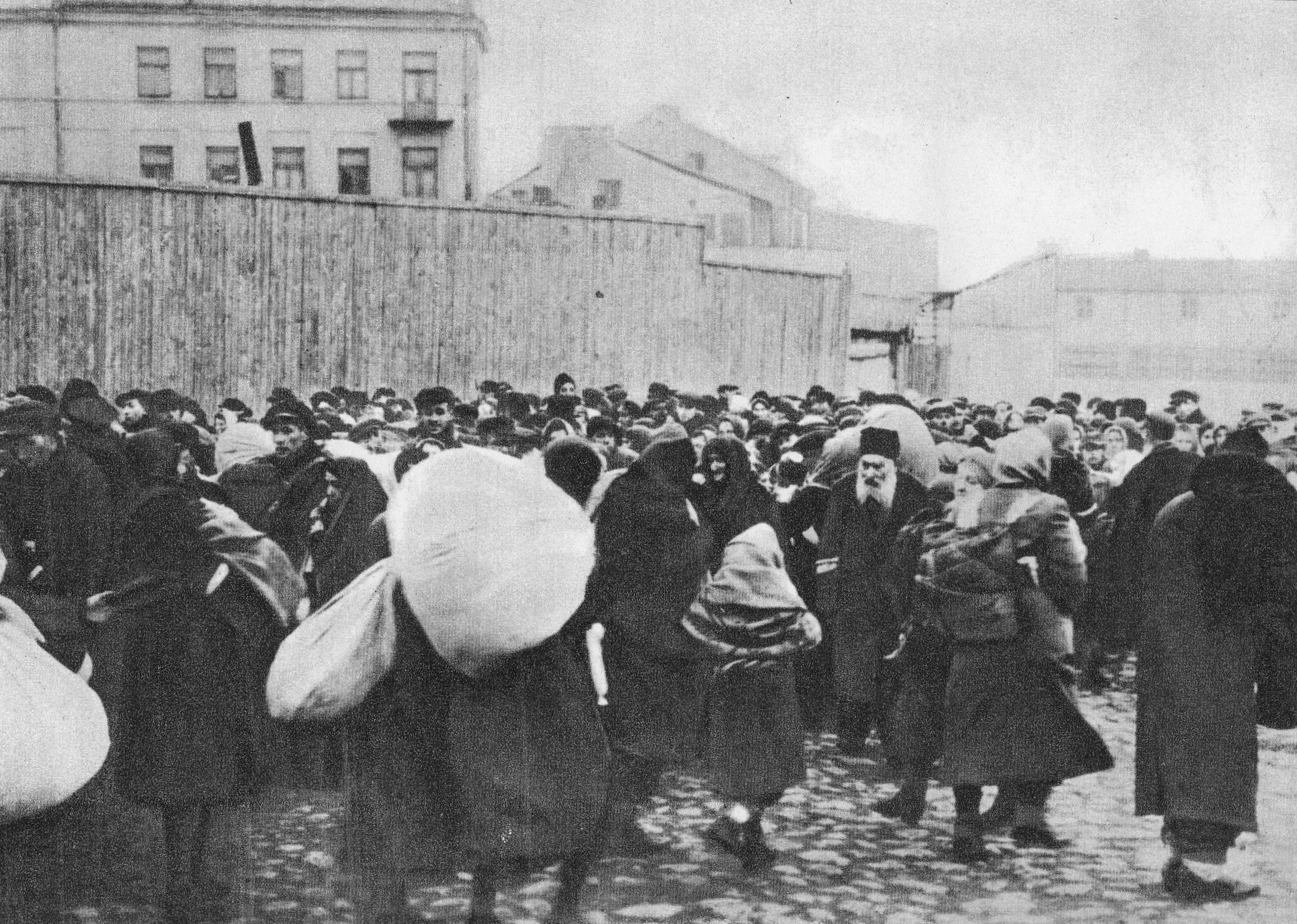
Déportation des femmes, des enfants et des vieillards à Belzec.

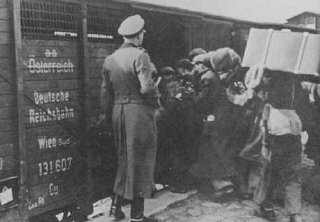
Les Juifs sont embarqués dans des wagons à bestiaux sous l'œil d'officiers SS.

Le 17 mai 1942 commence l'opération personnes âgées, qui va durer une dizaine de jours. Les Allemands ordonnent au Judenrat de publier la liste de toutes les personnes âgées qui vont être déportées. La Gestapo aidée de la police juive fouille toutes les maisons et si la personne âgée n'est pas trouvée, un membre de sa famille est pris à sa place. Le 26 et le 27 mai, les personnes âgées sont menées à la gare. Plusieurs sont abattues sur le chemin de la gare et même sur les quais. Les autres sont chargées dans des wagons de marchandise à destination du camp d'extermination de Belzec.
La déportation suivante a lieu le 11 aout 1942. Des unités de gendarmes allemands et de SS pénètrent dans le ghetto et arrêtent les Juifs dans la rue et dans les maisons jusqu'à obtenir 500 personnes, correspondant à leur quota du jour. La plupart des personnes saisies sont des femmes et des enfants originaires d'Allemagne ou de Tchécoslovaquie, car la majorité des hommes sont au travail dans des camps de travail forcé. Ce groupe est envoyé par train à Belzec. Une déportation similaire a lieu début septembre avec 400 personnes. Le ghetto étant vidé d'une partie de ses occupants, les Allemands en réduisent la taille et ne permettent aux Juifs de vivre que d'un côté de la route menant à Tomaszow Lubelski. Au total 9 000 Juifs auront été transportés de Zamość à Bełżec  .
L'élimination finale du ghetto commence le 16 octobre 1942. Tous les Juifs qui vivent encore en ville, dont le nombre est estimé à 4 000, sont rassemblés sur la place du marché. Les membres du Judenrat et ceux qui travaillaient pour la Gestapo sont séparés du groupe et assassinés à Zamość. Les autres, à l'exception de 300 qui restent pour collecter et trier les biens des Juifs, sont conduits à pied à Izbica distant de 21 km. Une centaine d'entre eux, incapables de tenir la distance est abattue dans les bois environnants. Pendant deux jours, jusqu'au 18 octobre, les nazis font la chasse aux Juifs dans le ghetto. À Izbica, les Juifs sont parqués dans une cour, sans eau ni nourriture. Un premier groupe, principalement des femmes et des enfants est envoyé à Belzec le 19 octobre. D'autres groupes suivront dans les quinze jours qui suivent, et le 2 novembre, tous ceux qui restent sont envoyés soit à Belzec soit à Sobibor. 
Les Juifs restés dans le ghetto après les déportations d'octobre, sont tués par les Allemands en mars 1943. Au début de mai 1943, les Allemands démantèlent les camps de travail forcé autour de Zamość, et les quelque 1 000 travailleurs, la plupart de Zamość, sont envoyés au camp d'extermination de Majdanek et immédiatement gazés.

## L'après-guerre
De peur d'être encerclé par l'Armée rouge, les Allemands quittent Zamość le 24 juillet 1944. Fin 1944 voit le retour des 12 premiers survivants. Il est difficile de connaitre le nombre exact de Juifs de Zamość qui ont survécu à la Shoah et à la guerre. Selon les données du Comité juif de Pologne, 224 Juifs vivent à Zamość en 1945. Très mal accueillis par la population polonaise locale, beaucoup décident de quitter la ville. Ce mouvement est amplifié après l'assassinat par des milices polonaises antisémites de deux Juifs qui avaient servi dans l'armée polonaise. Un an plus tard, le nombre de Juifs présents a chuté à 152, et en 1947 il ne reste plus que 5 Juifs dans la ville. La plupart des survivants sont ceux qui ont quitté la ville dans les premiers jours de la guerre, en accompagnant l'armée soviétique dans son repli, et qui ont émigré vers l'est. Selon le Zamość Memorial Book, seul une cinquantaine de Juifs du ghetto de Zamość ont réussi à survivre.

## Personnalités juives nées à Zamość
- Tauba Biterman (1917-2019), survivante de la Shoah, écrivaine témoin
- Joseph Epstein (1911-1944), militant communiste et résistant français, fusillé au Mont-Valérien
- Zevi Hirsch Heller (1776-1834), rabbin et Rosh Yeshiva à Brody. Opposé au hassidisme
- Irene Lieblich (1923-2008), peintre de la vie juive des shtetl, survivante de la Shoah.
- Rosa Luxemburg (1871-1919), militante socialiste et communiste, assassinée à Berlin
- Isaac Leib Peretz (1852-1915), écrivain et dramaturge de langue yiddish.
- Moshe Shek (1936-2011), sculpteur et céramiste israélien
- Salomon de Chelm (1717-1781), rabbin de Chełm, de Zamość puis de Lemberg, mort à Salonique
- Mordechai Strigler (1918-1998), écrivain et journaliste américain de langue yiddish, survivant de la Shoah
- Aleksander Zederbaum (1816-1893), journaliste polono-russe de langue hébraïque

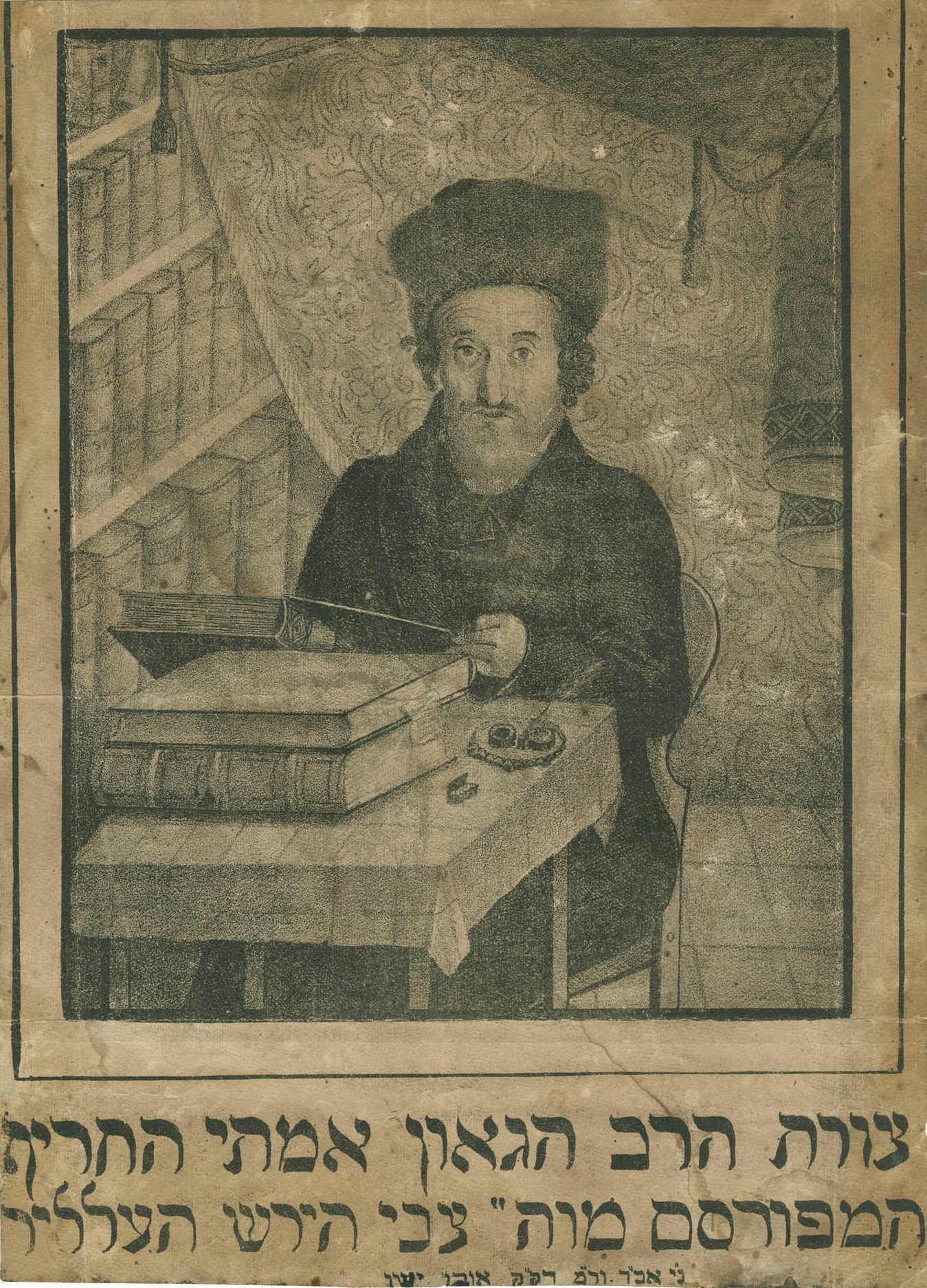
Zevi Hirsch Heller.
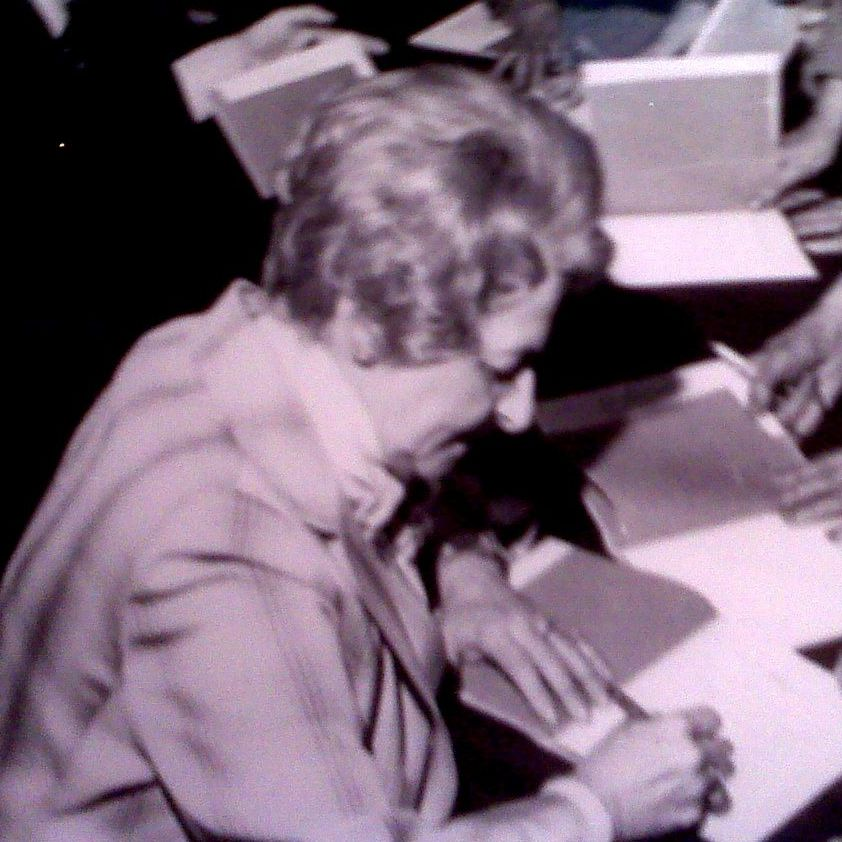
Irene Lieblich.
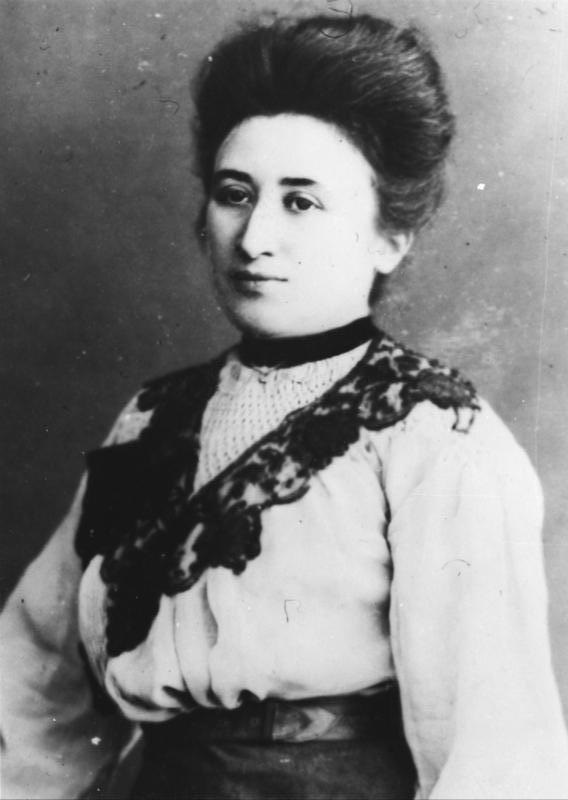
Rosa Luxemburg.
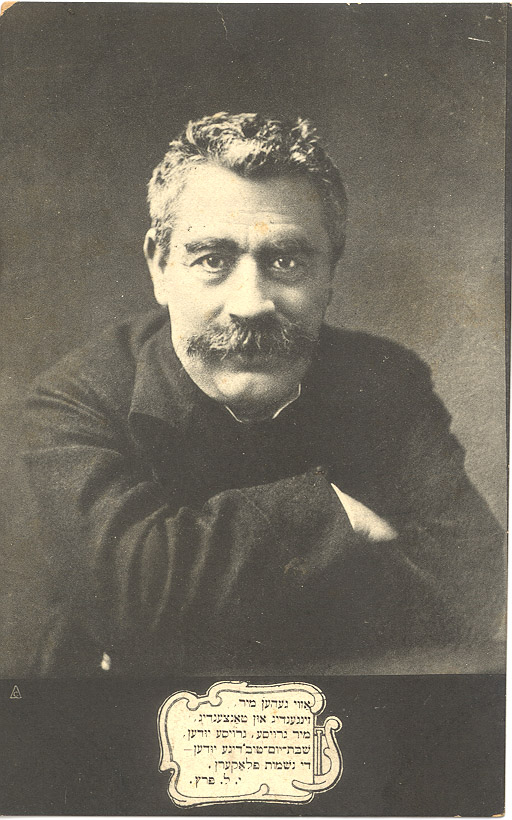
Isaac Leib Peretz.

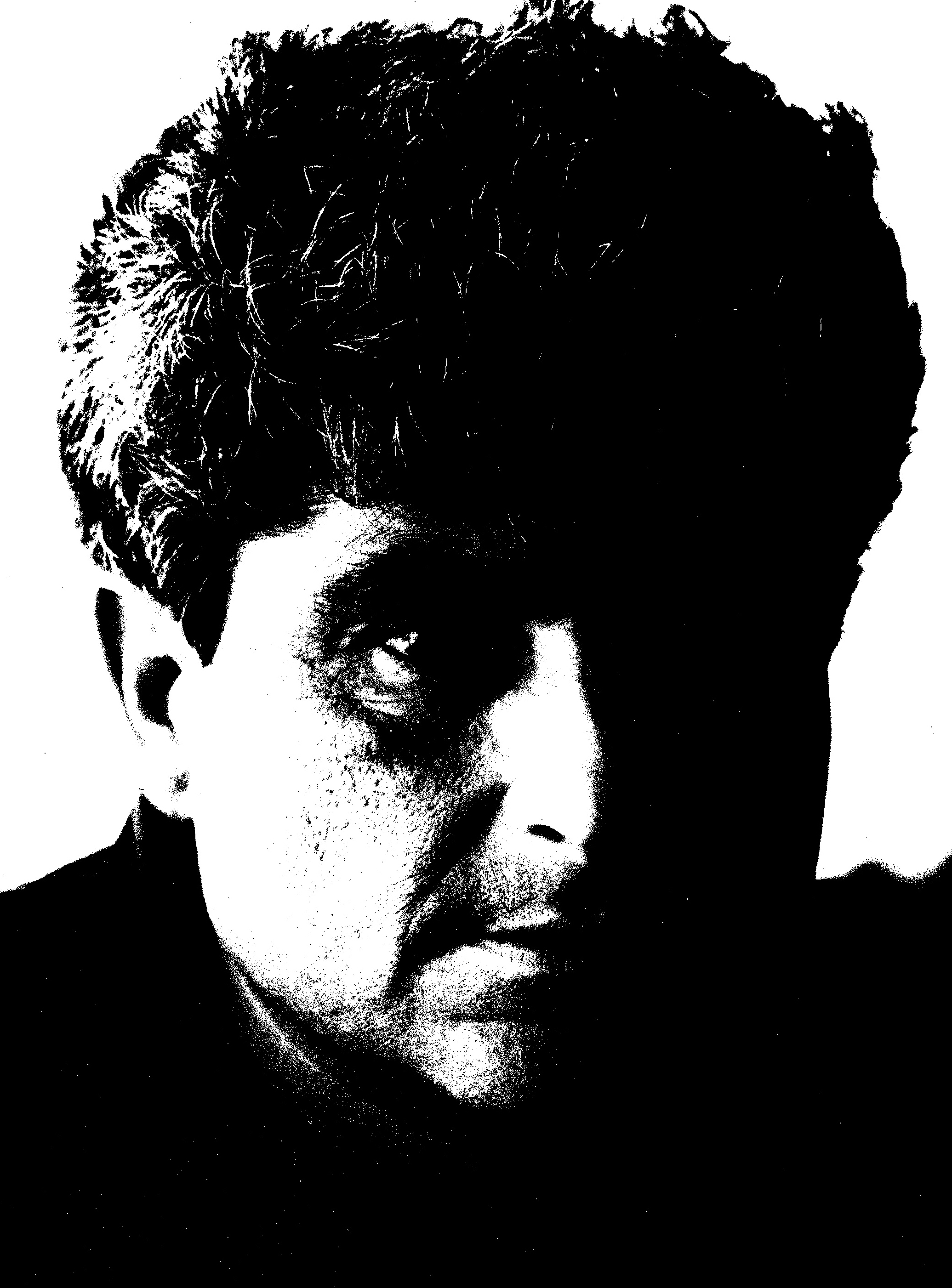
Moshe Shek.
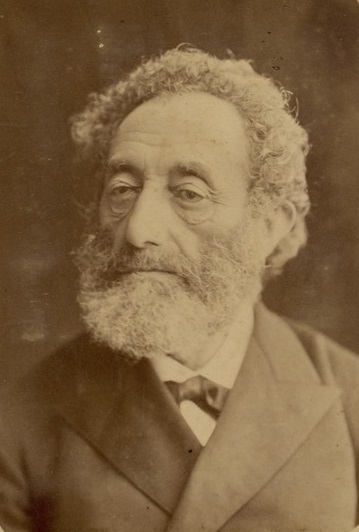
Aleksander Zederbaum.

## Évolution de la population juive
| Population juive à Zamość, |                      |                 |                      |
| Année                      | Population de Zamość | Nombre de Juifs | Pourcentage de Juifs |
| 1827                       | 5 414                | 2 874           | 53,1 %               |
| 1856                       | 5 825                | 3 806           | 65,3 %               |
| 1868                       | 6 360                | 4 234           | 66,5 %               |
| 1870                       | 6 546                | 4 314           | 65,9 %               |
| 1873                       | 6 859                | 4 921           | 71,7 %               |
| 1879                       | 7 694                | 4 615           | 59,9 %               |
| 1895                       | 10 738               | 7 049           | 65,6 %               |
| 1905                       | 12 339               | 7 780           | 63,0 %               |
| 1914                       | 18 018               | 11 934          | 66,2 %               |
| 1919                       | 20 804               | 10 298          | 49,5 %               |
| 1921                       | 19 032               | 9 383           | 49,3 %               |
| 1924                       | 20 122               | 8 874           | 44,1 %               |
| 1931                       | 24 267               | 10 265          | 42,3 %               |
| 1936                       | 25 225               | 10 166          | 40,3 %               |
| 1939                       | 28 873               | 12 531          | 43,4 %               |
| 1945                       | -                    | 224             | - %                  |
| 1946                       | -                    | 152             | - %                  |
| 1947                       | -                    | 5               | - %                  |